# Glaziophyton
Glaziophyton Franch. é um género botânico pertencente à família Poaceae, subfamília Bambusoideae, tribo Bambuseae.